# Eremopeza clavicornis
Eremopeza clavicornis is een rechtvleugelig insect uit de familie Pamphagidae. De wetenschappelijke naam van deze soort is voor het eerst geldig gepubliceerd in 1943 door Uvarov.